# DFB-Pokal 1959/60
De DFB-Pokal 1959/60 was de 17e editie van de strijd om de duitse voetbalbeker. Het toernooi begon op 7 September 1960 en de finale werd gespeeld op 5 Oktober 1960. Er deden evenveel teams mee als aan de vorige editie. In totaal werden er 5 wedstrijden gespeeld in dit toernooi. Borussia Mönchengladbach won de finale tegen Karlsruher SC met 3-2. Borussia Mönchengladbach ontvangt voor alle eerste keer duitse voetbalbeker. In de finale waren er 49.000 toeschouwers, de wedstrijd werd gefloten door Albert Dusch. De wedstrijd werd gespeeld in het Rheinstadion.

## Kwalificatieronde
| 6 Augustus 1960 |       |              |
| Hertha BSC      | 0 – 1 | FK Pirmasens |

## Halve finale
| 7 September 1960 |        |                          |
| Hamburger SV     | 0 – 2  | Borussia Mönchengladbach |
| Karlsruher SC    | 3 – 4* | FK Pirmasens             |

- De wedstrijd werd teniet gedaan en herhaald omdat FK Pirmasens een speler (Rolf Fritzsche) in de rij had staan die niet het recht had om te spelen.

## Terugwedstrijd
| 21 September 1960 |       |              |
| Karlsruher SC     | 2 – 0 | FK Pirmasens |

## Finale
| 5 Oktober 1960           |       |               |
| Borussia Mönchengladbach | 3 – 2 | Karlsruher SC |

Tschammerpokal:
1935 · 
1936 · 
1937 · 
1938 · 
1939 ·
1940 · 
1941 · 
1942 · 
1943 

DFB-Pokal:
1952/53 · 
1953/54 · 
1954/55 · 
1955/56 · 
1956/57 · 
1957/58 · 
1958/59 · 
1959/60 · 
1960/61 · 
1961/62 · 
1962/63 · 
1963/64 · 
1964/65 · 
1965/66 · 
1966/67 · 
1967/68 · 
1968/69 · 
1969/70 · 
1970/71 · 
1971/72 · 
1972/73 · 
1973/74 · 
1974/75 · 
1975/76 · 
1976/77 · 
1977/78 · 
1978/79 · 
1979/80 · 
1980/81 · 
1981/82 · 
1982/83 · 
1983/84 · 
1984/85 · 
1985/86 · 
1986/87 · 
1987/88 · 
1988/89 · 
1989/90 · 
1990/91 · 
1991/92 · 
1992/93 ·
1993/94 · 
1994/95 · 
1995/96 · 
1996/97 · 
1997/98 · 
1998/99 · 
1999/00 · 
2000/01 · 
2001/02 ·
2002/03 · 
2003/04 ·
2004/05 · 
2005/06 ·
2006/07 · 
2007/08 ·
2008/09 ·
2009/10 · 
2010/11 ·
2011/12 ·
2012/13 ·
2013/14 ·
2014/15 ·
2015/16 ·
2016/17 ·
2017/18 ·
2018/19 ·
2019/20 ·
2020/21 .
2021/22 ·
2022/23 ·
2023/24 .
2024/25